# Philips van der Goes
Pour les articles homonymes, voir van der Goes.
Philips van der Goes, né à Delft en 1651 et décédé sur le Var le 9 juillet 1707, est un officier de marine hollandais des XVIIe et XVIIIe siècles. Il participe à la guerre de la Ligue d'Augsbourg et à la guerre de Succession d'Espagne et termine sa carrière militaire au grade de vice-amiral.

## Biographie
Il devient capitaine de l'Amirauté d'Amsterdam en 1678. Schout-bij-nacht en 1691, il est promu vice-amiral de l'amirauté de Meuse en 1697. Il se distingue à la bataille de la Hougue le 29 mai 1692. L'année suivante, il commande l'escadre hollandaise dans la flotte alliée sous les ordres de l'amiral anglais Sir George Rooke, qui, escortant un convoi de navires marchands, est attaquée par le maréchal de Tourville au large de Lagos, au cours du combat de Lagos.
Pendant la guerre de Succession d'Espagne (1701 - 1714), il est promu Schout-bij-nacht et il prend part à la destruction des vaisseaux français convoyant la flotte d'argent espagnole dans la baie de Vigo le 23 octobre 1702, au cours de la bataille navale de Vigo.
Il décède à bord de son vaisseau le 9 juillet 1707 à l'embouchure du Var, à l'âge de 56 ans.

## Sources et bibliographie
- (nl) Philip C. Molhuysen, Nieuw Nederlandsch biografisch woordenboek, Sijthoff, Leyde, 1921, p. 207-208 consultable sur www.historici.nl
- (nl), A.J van der Aa, Biografie Instituut Groningen, p. 258-259 consultable sur www.historici.nl